# Cywińscy herbu Puchała

herb Puchała

Cywińscy (w dawnych źródłach czasami Cziwińscy, Ciwińscy) – polski ród szlachecki, pieczętujący się herbem Puchała. Wyodrębniony w średniowieczu, prawdopodobnie z rodu Puchałów, po objęciu majątku Cywiny na północnym Mazowszu, w powiecie płońskim. Z ośmiu osad o dwuczłonowych nazwach do dziś istnieją Cywiny-Dynguny i Cywiny Wojskie.
Nazwisko po raz pierwszy jest odnotowane w księdze immatrykulacyjnej Uniwersytetu Jagiellońskiego w roku 1442, gdzie wpisany jest Jan syn Pawła z Cywina. W 1560 roku odnotowany jest Antoni, który uchodzi za protoplastę linii litewskiej, osiadłej w dużym majątku Mitów, nieopodal Skopiszek na północno-wschodniej Litwie. W XVII wieku pojawiają się przedstawiciele linii wielkopolskiej. W XVIII wieku Cywińscy są spotykani również na Mazowszu i w Małopolsce. W XIX wieku z linii litewskiej wyłania się linia ukraińska oraz małopolska tzw. młodsza, która osadza się w Kamieniu na północ od Piotrawina. Po odbudowaniu niepodległej Polski, Cywińscy linii litewskiej w większości osiadają na terenie Rzeczypospolitej.

## Etymologia
Od miejscowości Cywino, ob. Cywiny, zaś nazwa miejscowości prawdopodobnie od imienia *Cywa, por. rzeczownik céwa "cewka, szpulka".

## Przedstawiciele
Z linii litewskiej:
- Bohdan Hieronim Cywiński – prof., historyk idei, publicysta, opozycjonista i działacz społeczny
- Czesław Justyn Cywiński – żołnierz AK na Wileńszczyźnie, prezes Światowego Związku AK
- Henryk Cywiński – polski wiceadmirał floty rosyjskiej
- Jan Cywiński – opozycjonista, dziennikarz
- Jan Kajetan Cywiński – biskup wileński
- Janusz Cywiński - żołnierz II wojny światowej i powstaniec warszawski
- Piotr M. A. Cywiński – dr. historyk mediewista, dyrektor Muzeum Auschwitz-Birkenau
- Władysław Cywiński – taternik, alpinista, inżynier elektronik

Z linii wielkopolskiej:
- Józef Cywiński - podczaszy i wojski poznański, poseł.

Z linii małopolskiej:
- Zenon Cywiński – ziemianin, poseł na Sejm Krajowy Galicji.

Z linii małopolskiej młodszej:
- Izabella Cywińska – reżyser teatralny i filmowy, minister kultury.
- Piotr Andrzej Cywiński – dziennikarz, komentator polityczny, autor książek

Z linii ukraińskiej, vel podolskiej:
- Stanisław Cywiński – doktor filozofii, historyk literatury

Z innych linii:
- Anastazy Bernard Cywiński – poeta, działacz, pedagog, slawista i historyk
- Stanisław Cywiński – inżynier, konstruktor lotniczy.